# Die Dame in Mauve
Die Dame in Mauve (The Lady in Mauve) ist der Titel eines expressionistischen Gemäldes aus dem Jahr 1922 von Lyonel Feininger. Es gehört zum Bestand des Museo Thyssen-Bornemisza in Madrid.

## Beschreibung und Bildgeschichte
Das Gemälde Die Dame in Mauve ist im Hochformat 100,5 cm × 80,5 cm in der Maltechnik Öl auf Leinwand ausgeführt. Die Signatur des Malers befindet sich unten links: Feininger 22. Es trägt die Inventarnummer 543 (1964.12).
Das Bild zeigt eine elegante Frau in einem mauvefarbenen Kleid mit einem Hut und einem langen dünnen Stock in der gleichen Farbe, den sie mit der rechten Hand seitlich nach hinten streckt. Der Rücken ist dem Betrachter zugewandt, das Gesicht der Frau dreht sich über die linke Schulter dem Betrachter zu. Die abstrahiert flächig gemalten Gebäude zu beiden Seiten der Frau deuten einen abendlichen städtischen Spaziergang an. Sie treten farblich und in der Größe zurück, während durch die Verwendung kubistischer Formen Figur und Hintergrund miteinander verbunden sind. Auch zwischen dem Blau im Hut der Dame und der blauen Fläche des Himmels über ihr besteht eine Korrespondenz. Die Kleidung der Dame ist ganz aus flächigen, geometrischen Formen in der Farbe Mauve zusammengesetzt, im Gesicht heben sich die roten Lippen gegen die Blässe des nur angedeuteten Gesichts ab. Der Schwung des Rockes ist durch einen Kreisausschnitt in einem zarten Gelb angedeutet.
Das Bild greift eine kleine Zeichnung mit dem Titel „La Belle“ (Die Schöne) auf, die Feininger vermutlich im Jahr 1906 erstellte. Sie wurde 1907 in dem französischen Magazin Le Témoin (Der Zeuge) (II, 1907, Nr. 20) unter dem geänderten Titel „L’Impatiente“ (Die Ungeduldige) als Karikatur veröffentlicht mit der Bildunterschrift: „Il m’a dit: »Je serai là à 8 heures« ...il en est dix, je vais attendre un peu, mais à minuit... je pars…“ (Er hat mir gesagt: »Ich werde um 8 Uhr da sein« ... nun ist es zehn, ich werde noch ein wenig warten, aber um Mitternacht... gehe ich...).
In der naturalistischer gehaltenen Zeichnung durchschreitet die schöne Frau auf hohen Pumps eine nächtlich beleuchtete Pariser Straße mit hohen Häusern. Auf der rechten Bildseite ist im Vordergrund ein kleineres Haus mit einem Giebeldach zu sehen, welches dadurch, dass es dem Betrachter seine vordere Seite mit der Eingangstür und einem gardinenbehangenen Fenster zeigt, eine gewisse Heimeligkeit angedeutet. Die Zeichnung befindet sich im Besitz des Busch-Reisinger Museums in Cambridge (Massachusetts) und ist dort unter der Objektnummer BRLF.1016.129 registriert. Sie wurde dem Museum von Theodore Lux Feininger geschenkt.

## Interpretation
Der Kurator Ulrich Luckhardt bringt die Struktur des Gemäldes in Verbindung mit der Strenge der musikalischen Form der Fuge. Feininger arbeitete zur Zeit der Entstehung des Bildes an der Komposition von sechs Fugen für Klavier. Der Aufbau des Bildes aus einer harmonisch abgestimmten Komposition wiederkehrender Formen wie Halbkreisen, Pyramiden und Rechtecken erinnere an die Wiederkehr des Themas in der musikalischen Fuge. Auch die gegenseitige Durchdringung der einzelnen Motive, aus denen das Bild aufgebaut ist und die Kontrapunktik der Hell-Dunkel-Kontraste, lasse an die Form der Fuge denken. Er bezeichnet das Werk als Höhepunkt in Feiningers Streben nach Harmonie und Vollendung.

## Provenienz
Das Bild kam von Julia Feininger, New York über den jüngsten Sohn Theodore Lux Feininger und darauffolgend den Kunsthändler Roman Norbert Ketterer 1964 in den Besitz der Sammlung Thyssen-Bornemisza in Lugano. 1993 wurde das Bild in die Sammlung des Museo Thyssen-Bornemisza überführt, nachdem es dort zuvor ein Jahr als Leihgabe ausgestellt war.

## Ausstellungen
Das Museo Thyssen-Bornemisza benennt eine große Zahl aus Ausstellungen, auf denen das Gemälde seit 1944 zu sehen war. Zum ersten Mal wurde das Bild 1944 in New York im Museum of Modern Art in einer Ausstellung der Werke Feiningers und Marsden Hartleys gezeigt. Es folgen Ausstellungen u. a. in San Francisco, Minneapolis, Boston und Cambridge (Massachusetts). In Deutschland war Die Dame in Mauve erstmals wieder 1961 zu sehen in einer Gedächtnisausstellung im Kunstverein Hamburg, dem Folkwang Museum in Essen und der Staatlichen Kunsthalle Baden-Baden. Weitere Möglichkeiten, das Bild im deutschsprachigen Raum zu sehen, gab es 1973 in München und Zürich, 1975 in Bremen, 1985 in Düsseldorf, 1997 und 1998 in Düsseldorf und München, 2003 bis 2004 in Hamburg und 2006 bis 2007 in Wien. Neben Ausstellungen in Europa, wie Spanien, Italien, Frankreich, England, und mehrfach in den USA war das Bild 1976 und 1984 in verschiedenen Städten in Japan zu sehen.